# 山口県の図書館一覧

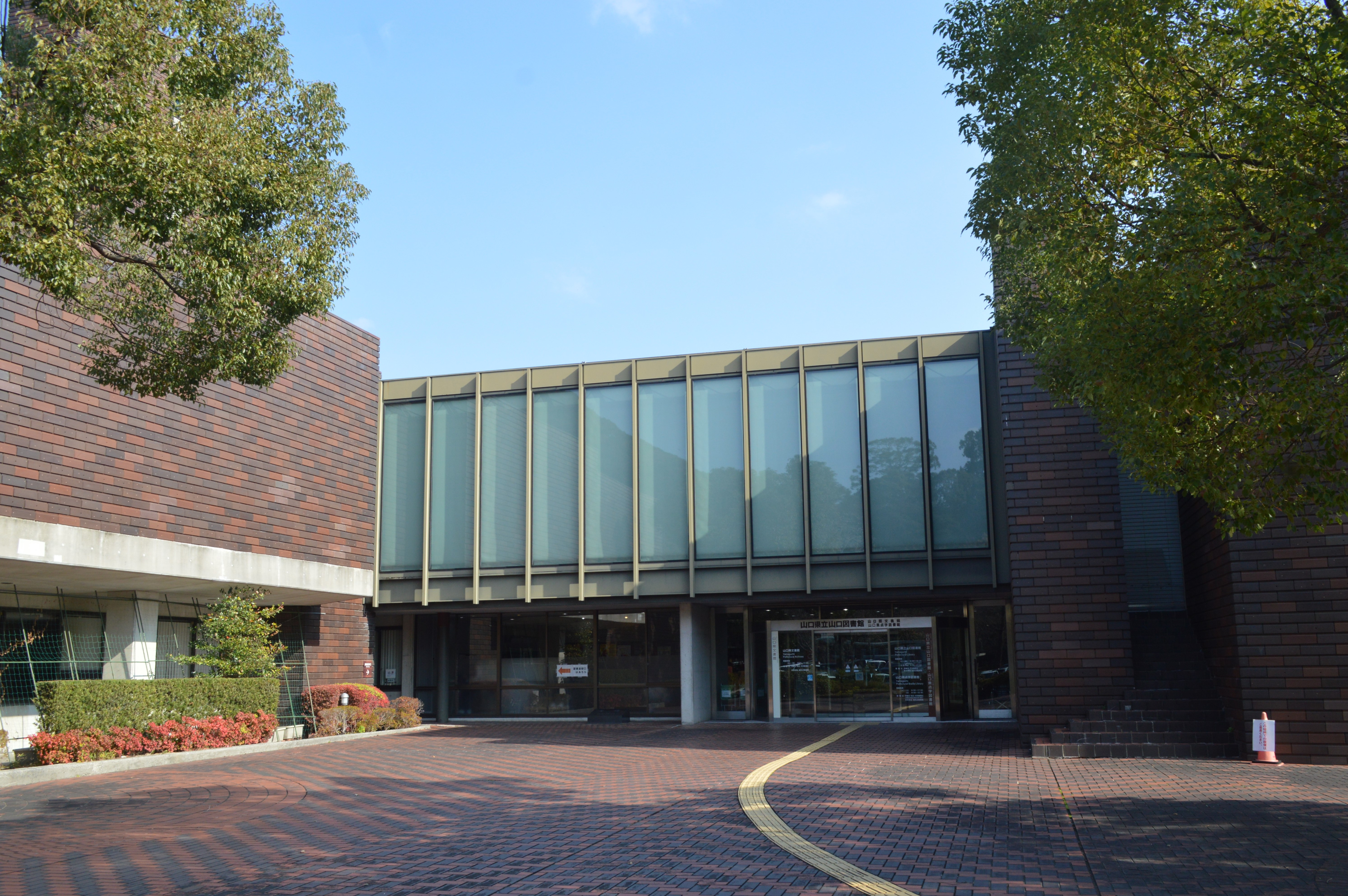
山口県立山口図書館

山口県の図書館一覧（やまぐちけんのとしょかんいちらん）は、山口県にある公共図書館の一覧である。

## 都道府県立図書館
- 山口県立山口図書館

## 市町村立図書館

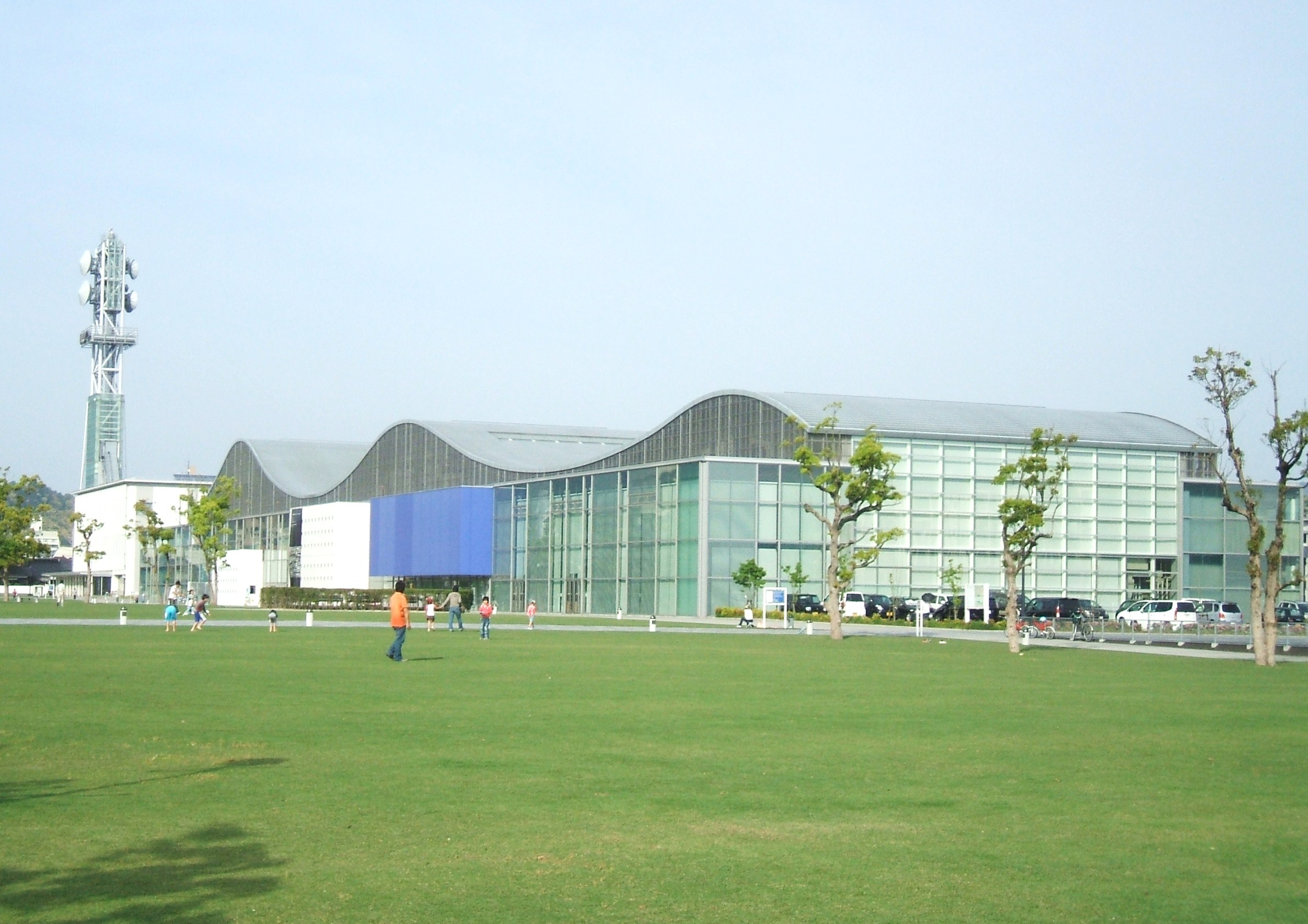
山口市立中央図書館

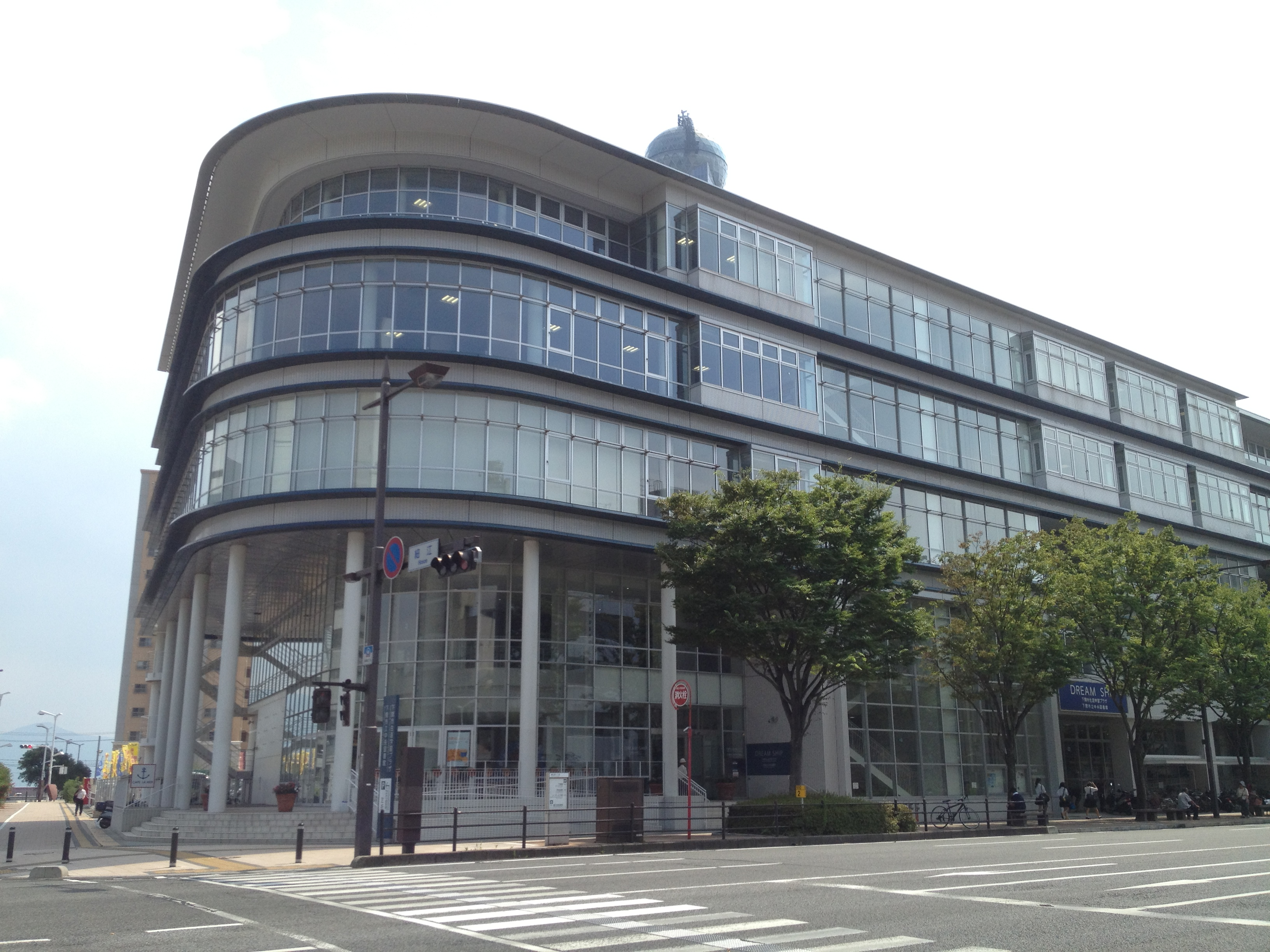
下関市立中央図書館

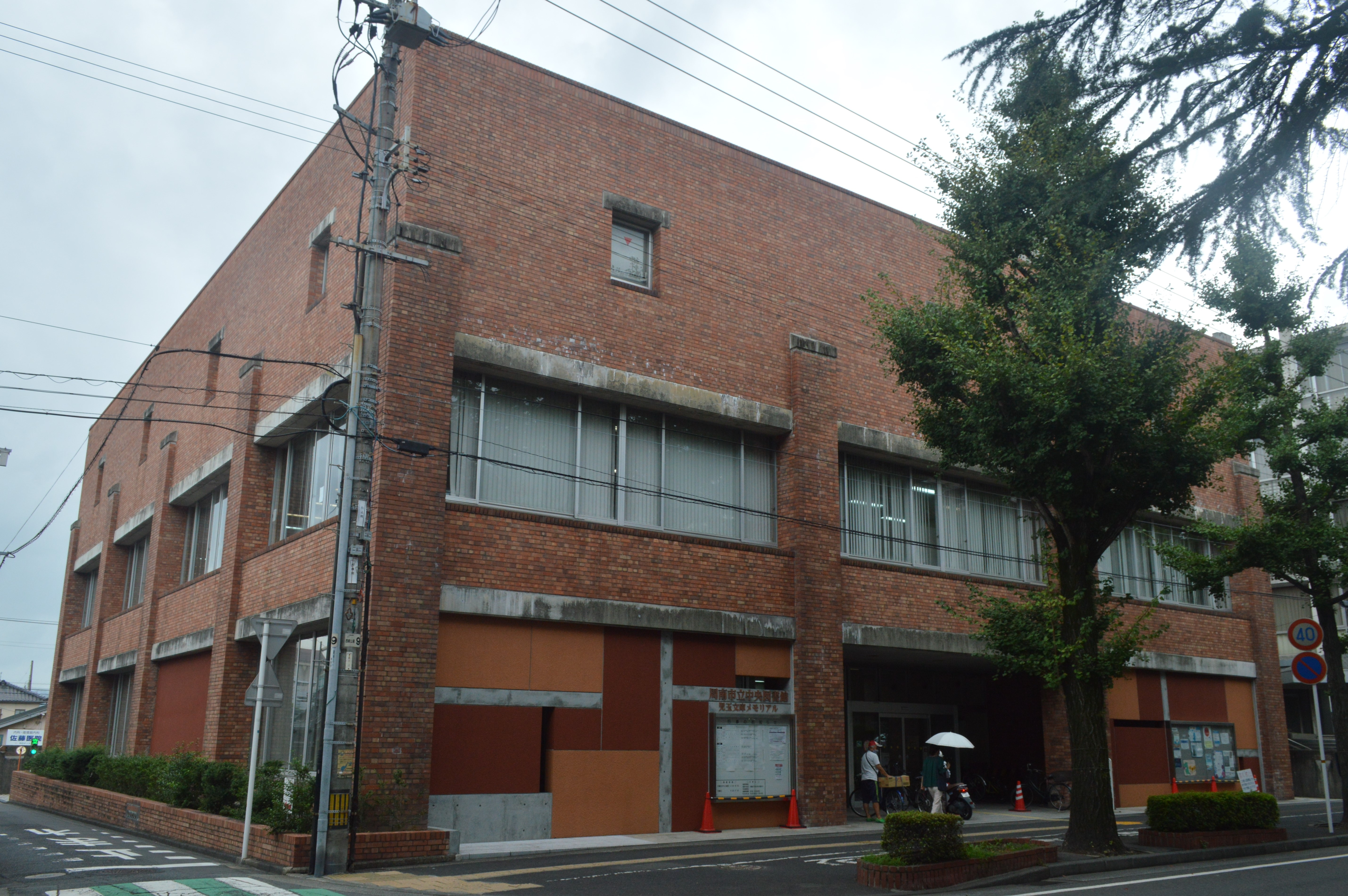
周南市立中央図書館

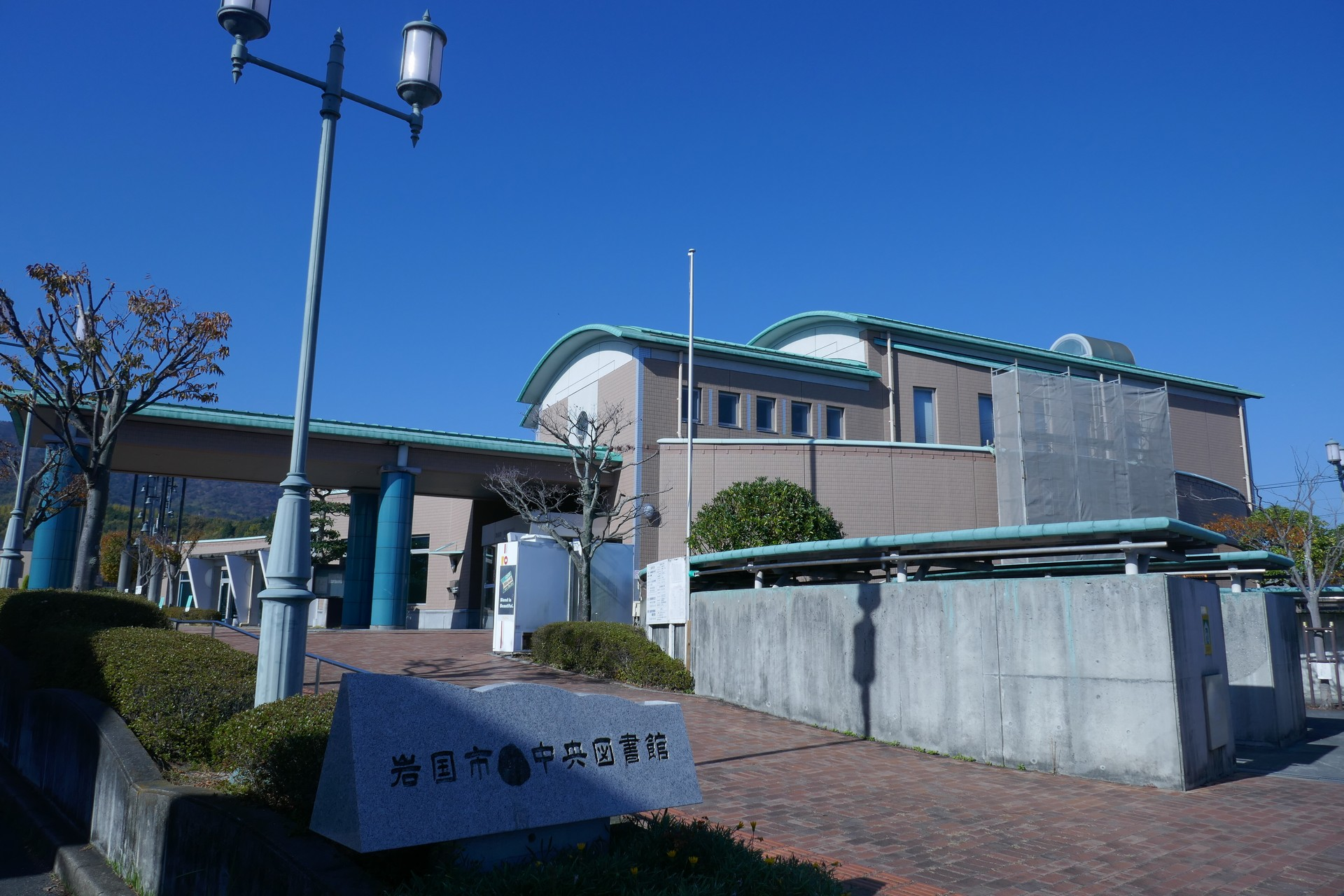
岩国市中央図書館

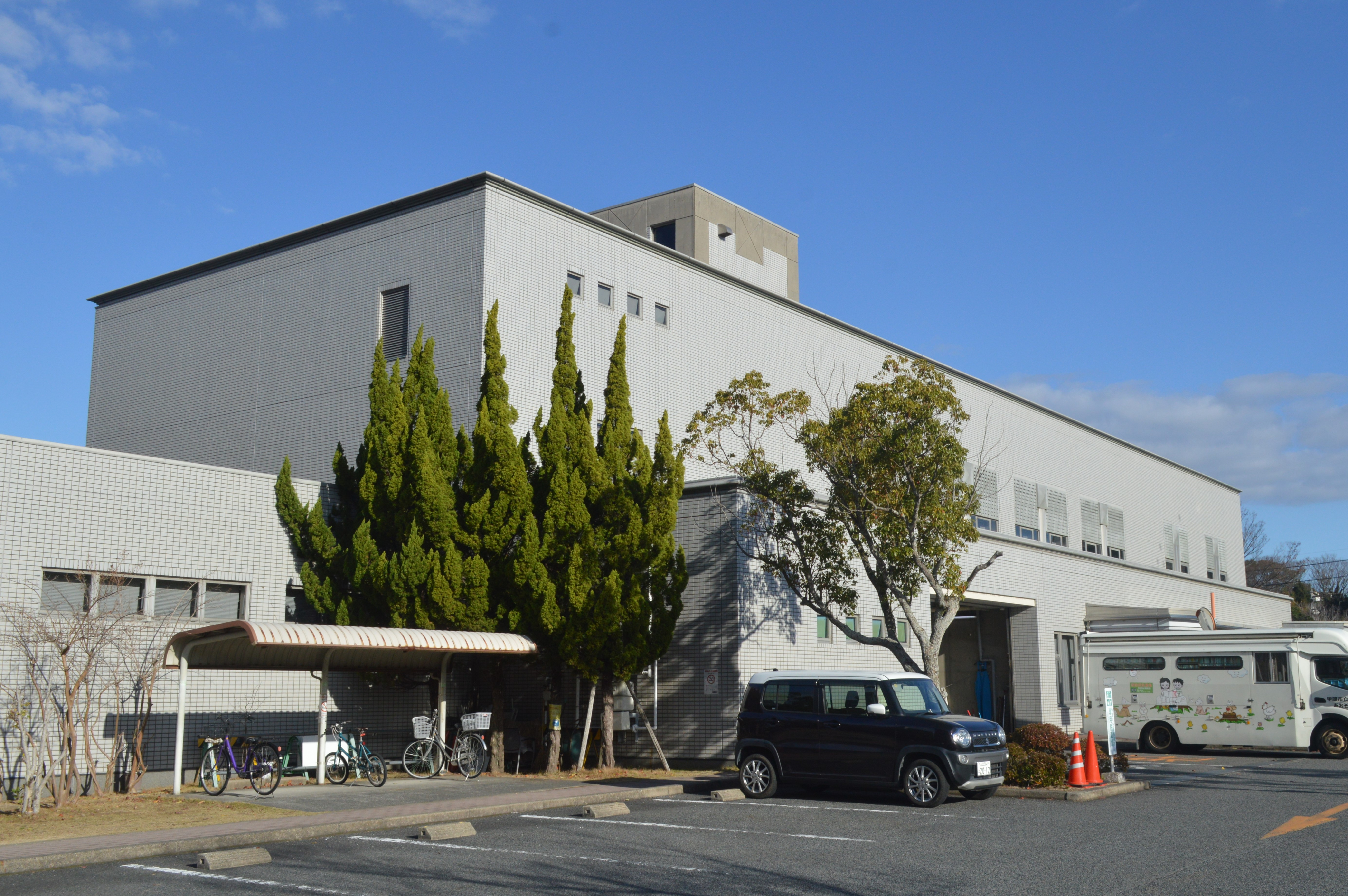
宇部市立図書館

### 市部
- 山口市立図書館
  - 中央図書館
  - 小郡図書館
  - 阿知須図書館
  - 徳地図書館
  - 阿東図書館
  - 秋穂図書館
- 下関市立図書館
  - 中央図書館
  - 長府図書館
  - 彦島図書館
  - 菊川図書館
  - 豊浦図書館
  - 豊田図書館
  - 豊北図書室
- 萩市立図書館
  - 萩図書館
  - 須佐図書館
  - 明木図書館
- 周南市立図書館
  - 中央図書館
  - 新南陽図書館
  - 福川図書館
  - 熊毛図書館
  - 鹿野図書館
  - 徳山駅前図書館
- 長門市立図書館
  - ゆや分館
- 岩国市図書館
  - 中央図書館
    - 中央図書館麻里布分室

  - 岩国図書館
  - 由宇図書館
  - 玖珂図書館
  - 周東図書館
  - 美和図書館
  - 錦図書館
- 防府市立防府図書館
- 美祢市立図書館
  - 美祢図書館
  - 美東図書館
  - 秋芳図書館
- 山陽小野田市立図書館
  - 中央図書館
    - 赤崎分館
    - 高千帆分館

  - 厚狭図書館
- 宇部市立図書館
  - 宇部市立図書館
  - 宇部市学びの森くすのき図書館
- 下松市立図書館
- 光市立図書館
  - 大和分室（あじさい文庫）
- 柳井市立図書館
  - 柳井図書館
  - 大畠図書館

### 町部
- 和木町立図書館
- 平生町立平生図書館
- 周防大島町立図書館
  - 大島図書館
  - 久賀図書館
  - 東和図書館
  - 橘図書館
- 田布施立田布施図書館